# 下村司
下村 司（しもむら つかさ、Tsukasa Shimomura、1997年9月26日 - ）は、日本のプロサッカー選手。ポジションはセンターフォワード。フィリピン・フットボールリーグのOne Taguig FCに所属している。

## 経歴

### 幼少期・ユース
東京都出身。東京ヴェルディのジュニアユースチームに所属した後、2013年から2015年まで市立船橋高等学校でプレーし、全国大会での優勝経験を持つ。

### 大学サッカー
2016年から2019年まで桐蔭横浜大学でプレーし、大学サッカーでも活躍した。

### プロキャリア
2020年、JFLのヴィアティン三重でプロキャリアをスタート。その後、北海道十勝スカイアース、東京23FCでのプレーを経て、2024年2月1日にフィリピン・フットボールリーグのOne Taguig FCに加入した。
加入初戦では得点を記録し、次戦では4得点を挙げるなど、2024年シーズンを通じて21得点を記録し、チームの得点王として注目を集めた。2025年シーズンもチームに残留し、ここまで8得点を挙げている。

## 所属クラブ
- ヴィアティン三重（2020年 – 2021年）
- 北海道十勝スカイアース（2021年 – 2023年）
- 東京23FC（2023年 – 2024年）
- One Taguig FC（2024年 – ）

## 個人成績
2024年シーズン
13試合出場、21得点（One Taguig FC）
2025年シーズン
8得点（One Taguig FC、2025年5月現在）

## References
- 下村司 - Soccerwayによる個人成績
- Infoseek 桐蔭横浜大FW下村司(4年)_名門市船で将来を嘱望された逸材
- PFL:  Army 0-5 One Taguig: Shimomura brace sets tone
- Tribune One Taguig downs Air Force, 8-0